# Patia cordillera
Patia cordillera is een vlindersoort uit de familie van de Pieridae (witjes), onderfamilie Dismorphiinae.
Patia cordillera werd in 1862 beschreven door C. & R. Felder.